# Талышское национальное движение
Талышское национальное движение — талышское движение, созданное в начале 2000-х годов, позже зарегистрированное в Нидерландах. Многие из членов движения ранее участвовали в формировании Талыш-Муганской Автономной Республики в 1993 году, в том числе член правления Альакрам Гумматов.
ТНД вступило в Организацию наций и народов, не имеющих представительства (UNPO) 26 июня 2007 года, прекращало членство 1 марта 2008 г., и вновь было принято 29 июня 2014 года.

## История
Во второй половине августа 1993 года участники Талыш-Муганской Автономной Республики и связанные с президентом ТМАР Гумматовым военнослужащие были отозваны с фронта, затем арестованы и подверглись репрессиям. Подверглись репрессиям и родственники Гумматова, его братья и дядя были арестованы и осуждены за укрывательство государственного преступника. Жена Альакрама Гумматова долгое время скрывалась от ареста. Двенадцатилетнего сына Гумматова пытали в полиции, прижигая руки сигаретами. Альакрам был арестован и приговорен к смертной казни, позже замененной пожизненным заключением. Под давлением Совета Европы он был помилован в 2004 году. Из Нидерландов и других стран Европы он и другие беженцы из Талыша пытаются поддерживать всё еще активное национальное движение в Азербайджане.
В конце 2003 года талышскими активистами было создано информационное агентство «ТолышПресс» (www.TolishPress.org; изначально — www.TolishPress.com), которое с тех пор стало центральным СМИ Талышского национального движения (ТНД). Оно освещало как деятельность ТНД, так и другие события в Талышистане.
Весной 2005 года Ф. Абосзода встретился в Нидерландах с эмигрировавшим туда после освобождения А. Гумматовым. Вскоре после их встречи Талышское Национальное Движение было зарегистрировано в Гааге. Устав и Программу ТНД подготовил Ф. Абосзода.
С 2007 года Альакрам Гумматов возглавляет Талышское национальное движение (ТНД) в Нидерландах, где часть талышского руководства ТМАР живет в эмиграции. В частности, ТНД выступает за создание талышской провинции с региональным управлением в пределах границ Азербайджана. Организация требует децентрализации власти в целях способствовать более справедливому представительству групп меньшинств, а также гарантировать культурные и языковые свободы.
Штаб-квартирой организации считается Гаага, где проживает глава движения Гумматов; во главе организации стоит политсовет из 15 человек.
19 февраля 2014 года UNPO и ТНД провели в Европарламенте конференцию «Права меньшинств, примирение и прогресс в установлении мира на Южном Кавказе». Ф. Абосзода был одним из авторов доклада А. Гумматова, подготовленного для этой конференции. На конференции были обсуждены карабахский конфликт и талышский вопрос в Азербайджане.
5 мая 2015 года Организация наций и народов, не имеющих представительства (UNPO) совместно с Европарламентом и в сотрудничестве с Талышским национальным движением (ТНД) созвала конференцию под названием «Азербайджан: двойные стандарты и ущемление прав меньшинств». Вторая часть конференции, озаглавленная как «Пути вперёд: инициативы гражданского общества, экономическое развитие и международные стратегии», была направлена на обсуждение теоретических и практических альтернатив защиты прав меньшинств в Азербайджане. Открыл вторую часть президент ТНД Альакрам Гумматов, который обратился к проблемам, возникающим в результате крайней политической централизации правительства Алиева. Хотя теоретически это демократия, сказал он, но в стране нет реального разделения властей, и её нынешняя политическая система не оставляет места для инакомыслия или альтернативных мнений. По его мнению, возможное решение заключается в политических реформах и децентрализации, которые дадут каждому из регионов страны возможность изменить свою социальную, культурную и экономическую жизнь в соответствии со своими потребностями и идентичностью.
После президентских выборов в 2013 году, которые укрепили монополию семьи Алиевых на государственную власть и контроль над огромными частными активами, ситуация с меньшинствами и правами человека в Азербайджане продолжила резко ухудшаться. Правительство проводит политику ассимиляции, ограничивая культурные, социальные и политические права лезгин, талышей и многих других в многонациональной стране. Альакрам Гумматов выступил на конференции с темой: "A Talysh Perspective: Increased Self-Governance as a Solution?" ("Взгляд талышей: усиление самоуправления как решение?").
Важную роль в движении играет бывший председатель Народного Меджлиса Талыш-Муганской автономной республики, философ и политолог Фахраддин Абосзода, эмигрировавший в 1995 году в Россию, но в 2005 году вернувшийся на родину и издававший газету "Шавнышт" в Баку, однако в 2008 году вновь вынужденный эмигрировать в Россию из-за притеснений. В июле 2018 года Ф. Аббосзода был задержан российскими властями и в начале 2019 года выдан Азербайджану, где привлечен к судебной ответственности за антигосударственную деятельность. При изучении материалов на основании которых вынесено обвинительное решение международная правозащитная организация Amnesty International в своём докладе «Azerbaijan authorities must release Talysh activists» («Власти Азербайджана должны освободить талышских активистов») пришла к выводу, что ни один из этих материалов не содержит доказательств любого признанного преступления в соответствии с международным правом и стандартами или содержит какие-либо призывы к актам насилия. Призывы к отделению территории охраняются международным правом, и Аббасов осуществлял свое право на свободу выражения мнения, отстаивая свое видение независимого талышского государства. 9 ноября 2020 года семье Ф. Абосзода сообщили о его кончине, причиной был назван суицид. Версии суицида весьма сомнительна, т.к. сам Абосзода ранее предупреждал о подобном варианте его убийства. Смерть Абосзода в тюрьме весьма схожа со смертью другого талышского учёного Новрузали Мамедова.

## Цели движения
Талышское национальное движение выступает за Талышскую область с региональным совместным управлением в границах Азербайджана. Это требует децентрализации власти, чтобы способствовать более справедливому представительству групп меньшинств, а также гарантировать культурные и языковые свободы.
15 июля 2018 года группа молодых активистов вместе с Альакрамом Гумматовым сформировали правительство Талыш-Муганской автономной республики в эмиграции. Правительство ТНД направляет письма и заявления в международные организации, государства и мировые правозащитные организации, чтобы отразить позицию талышей в стране. Также призывает Азербайджанское правительство положить конец дискриминации талышей, требует, чтобы талышский язык преподавался в школе и чтобы талыши могли зарабатывать себе на жизнь в своей собственной стране, а не быть вынужденными уезжать за границу. Все министры правительства Талыш-Муганской автономной республики живут в эмиграции, в таких странах, как например Нидерланды.

## Проблемы
Согласно сайту ОНН, как и многие другие меньшинства в Азербайджане, жители Талыша подвергаются агрессивным попыткам ассимиляции — талышский язык не имеет формального образования, а чтение и говорение на этом языке не приветствуются властями. Вместо этого талышам рекомендуется использовать азербайджанский или персидский язык в официальных ситуациях. Таким образом, количество молодых людей, обучающихся на талышском языке, сокращается, поскольку этот язык в настоящее время классифицируется ЮНЕСКО как «уязвимый». Это представляет собой серьезную угрозу культурной целостности талышей, и поэтому одной из ключевых целей ТНД является большая языковая свобода.
В Азербайджане так и не ратифицирована Европейская хартия региональных языков или языков меньшинств, которая определяет меры, содействующие использованию региональных языков или языков меньшинств в общественной жизни, тем самым защищая языки. В Азербайджане отсутствуют учебные заведения выпускающие учителей талышского языка. Помимо языковых и экономических проблем среди талышского народа, также плачевное влияние играет отсутствие поддержки талышских СМИ, отсутствие ТВ-каналов на талышском языке, отсутствует нормальное отражение культуры и истории талышей в научной сфере.
Преследованиям подвергались активные талышские деятели, заявлявшие о правах талышского народа, ведущие правозащитную работу, либо имевшие точку зрения несоответствующую позиции официальных властей, например, убийство в тюрьме учёного Новрузали Мамедова, также убийство в тюрьме Фахраддина Аббасова, тюремный срок журналиста Гилала Мамедова, притеснения Атахана Абилова, и арест Эльвина Исаева.
Лидеры талышского национального движения убеждены, что нынешние власти Азербайджана продолжают курс на полную ассимиляцию талышей по принципу «нет народа — нет проблемы».